# Jordis Steinegger

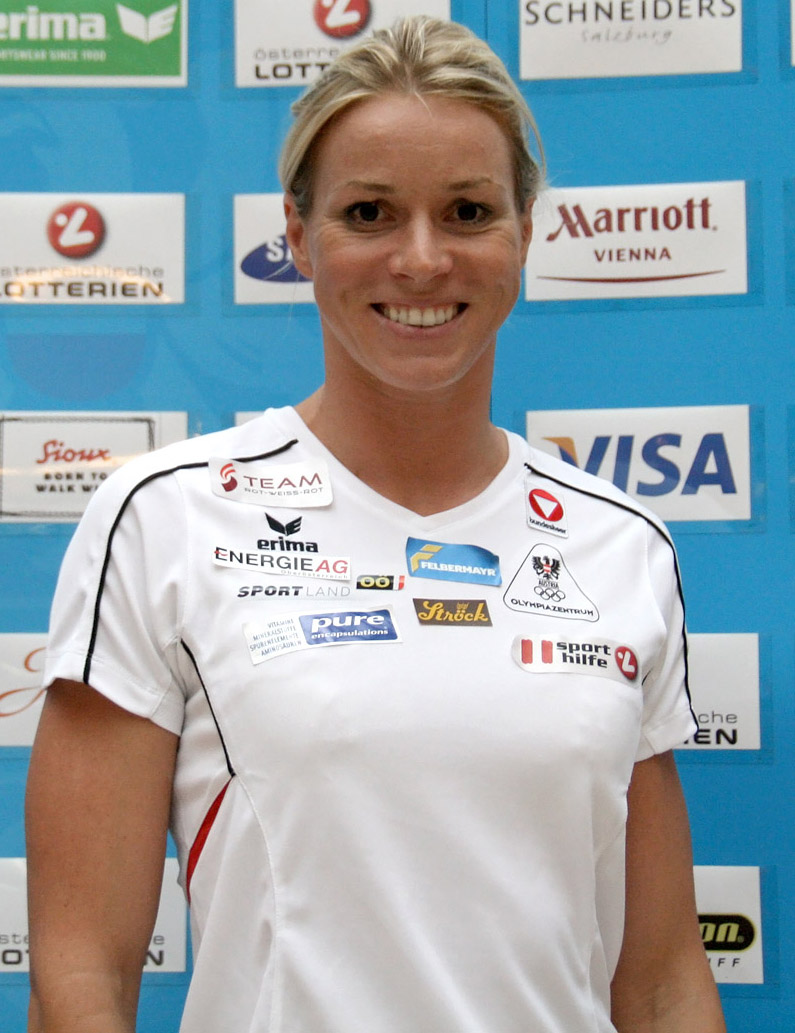
Steinegger em 2012

Jordis Steinegger (8 de fevereiro de 1983) é uma nadadora austríaca que competiu nos Jogos Olímpicos de Verão de 2008, em Pequim, na China, e nos Jogos Olímpicos de Verão de 2012, em Londres, no Reino Unido.